# Open GDF SUEZ 42 2013
L'Open GDF SUEZ 42 2013 è stato un torneo femminile di tennis giocato sul cemento indoor. È stata la 3ª edizione del torneo dell'Open GDF SUEZ 42, che fa parte della categoria ITF 25 K nell'ambito dell'ITF Women's Circuit 2013. Il torneo si è giocato al Tennis Club Andrézieux-Bouthéon di Andrézieux-Bouthéon, dal 21 al 27 gennaio 2013.

## Partecipanti

### Teste di serie
| Nazionalità | Giocatrice               | Ranking* | Teste di serie |
| ----------- | ------------------------ | -------- | -------------- |
| Italia      | Alberta Brianti          | 134      | 1              |
| Austria     | Yvonne Meusburger        | 135      | 2              |
| Regno Unito | Johanna Konta            | 153      | 3              |
| Italia      | Nastassja Burnett        | 154      | 4              |
| Francia     | Irena Pavlović           | 160      | 5              |
| Francia     | Virginie Razzano         | 161      | 6              |
| Serbia      | Aleksandra Krunić        | 164      | 7              |
| Austria     | Patricia Mayr-Achleitner | 165      | 8              |

* Le teste di serie sono basate sul ranking al 14 gennaio 2013

### Altre partecipanti
Le seguenti giocatrici hanno ricevuto una wild card per il tabellone principale:
- Myrtille Georges
- Virginie Razzano
- Irena Pavlović
- Séverine Beltrame

Le seguenti giocatrici sono passate dalle qualificazioni:

- Diāna Marcinkēviča
- Ana Vrljić
- Ons Jabeur
- Anna-Giulia Remondina
- Isabella Šinikova
- Alizé Lim
- Michaela Hončová
- Magda Linette

## Campionesse

### Singolare
Alison Van Uytvanck ha battuto in finale  Ana Vrljić con il punteggio di 6–1, 6–4.

### Doppio
Amra Sadiković /  Ana Vrljić hanno battuto in finale  Margarita Gasparjan /  Ol'ga Savčuk con il punteggio di 5–7, 7–5, [10–4].